# Sebastiano Thei
Sebastiano Thei (Trento, 16 maggio 1991) è un pallavolista italiano.
Gioca nel ruolo di libero nell'AVS.
Al momento è iscritto al dottorato di ricerca in Matematica presso l'Università degli Studi di Udine. La sua ricerca si incentra sulla teoria degli insiemi, in particolare su assiomi di esistenza di grandi cardinali e forcing.

## Carriera
La carriera di Sebastiano Thei inizia nell'ASD Promovolley e continua nell'Argentario Calisio Volley, società dilettantistiche della città di Trento, prima di passare al settore giovanile del Trentino Volley, con cui disputa due campionati di Serie C e un campionato di Serie B2. Viene successivamente ceduto in prestito per due stagioni nel campionato di Serie B1, prima alla Top Team Volley Mantova e poi alla Pallavolo Genova. Nella stagione 2013-14 diventa il secondo libero della prima squadra del Trentino Volley, con cui si aggiudica il campionato 2014-15.
Per il campionato 2015-16 viene tesserato dal Volley Ball Club Mondovì, neopromosso in Serie A2, mentre nella stagione successiva si accasa all'AVS, in Serie B, club con cui rimane anche quando ottiene il diritto di partecipazione alla Serie A2 nella stagione 2017-18.
Sarà però a distanza di qualche anno che la carriera di Thei riprende slancio: la stagione 2024-25 rappresenta l'inizio della nuova vita pallavolistica dell'ormai ex libero: durante l'estate 2024 sposa con entusiasmo il progetto ACME, persuaso della passione del capitano Pedron e dalle eccezionali qualità tecniche messe in luce dal terzetto di centrali durante i riscaldamenti pre-partita. La squadra arriva da alcune annate complicate ed orfana di un'importante guida tecnica, ma il morale in spogliatoio, complice l'arrivo di Thei, è alto. Si mette subito a disposizione della squadra ricoprendo il ruolo di schiacciatore, convinto dalla facilità con cui i compagni riescono ad esaltarne le quoti di attaccante. Il percorso non è dei più semplici ma è nelle sfide che Thei si sa esaltare: semifinale di Coppa vinta con la siga, cede solo in finale dinanzi alla corazzata che durante la stagione farà incetta di premi e passerà alla storia del volley come "la corazzata del maestro Abaza". La stagione prosegue e nuovamente le esigenze impongono il cambio ruolo tornando a fare il libero: Thei si sacrifica nonostante il parere negativo dei medici, preoccupati dai suoi cronici infortuni. Termina la regular season di Serie C con la squadra saldamente al terzo posto ed in rampa di lancio per grandi play-off. Portata letteralmente sulle spalle da Thei, l'Acme raggiunge la finale, dove solo la dea bendata impedisce ai ragazzi di coach Lazzeri di alzare il trofeo. La stagione di Thei rimane avara di trofei ma ricca di trionfi umani, e con la sensazione che con questo gruppo l'ultimo capitolo della sua carriera verrà scritto solo fra molti anni.

## Palmarès

### Club
- Finale Coppa Trentino-Alto Adige 2024-25
- Finale Serie C 2024-25
- Campionato italiano: 1

2014-15
- Supercoppa italiana: 1

2013
- Junior League U20/U19: 1

2010-11